# 水乡客厅站
水乡客厅站是上海示范区线的一座车站，是其上海段的终点，同时也是其嘉善至西塘线、水乡旅游线的起点，属沪苏嘉城际铁路。具体位于沪青平公路和金溪路的路口。规划显示，许多大学计划在该地区设立校区。本站的车站结构为“3台6面5线”（3个岛式站台，6个站台面，5条轨道线）。
2022年6月10日，《水乡客厅近零碳专项规划》草案公开征求意见。水乡客厅围绕“一点、一心、三园、蓝环”，即围绕长三角原点，打造方厅水院，构筑地标场所；外围灵动布局三大核心功能组团；打造江南圩田、桑葚鱼塘、水乡湿地三个展示园及三个科普村。
预计2023年底前实现开工。